# 40C busz (Szeged)
A szegedi 40C jelzésű autóbusz Tarján, Víztorony tér és a Szegedi Olimpiai Központ között közlekedik, külön meghirdetés szerint. A vonalat a DAKK Zrt. üzemelteti.
A DAKK Zrt. csak a Nemzeti Kajak-kenu és Evezős Olimpiai Központban rendezett események idején közlekedteti a járatot, az útvonal, megállóhelyek a meghirdetések szerint változhatnak.

## Útvonala
| Szegedi Olimpiai Központ felé | Tarján, Víztorony tér felé |
| --- | --- |
| Tarján, Víztorony tér vá. – Budapesti körút – Csillag tér – Szilléri sugárút – Római körút – Brüsszeli körút – Berlini körút – Párizsi körút – Mars tér – Bartók tér – Tisza Lajos körút – Dugonics tér – Petőfi Sándor sugárút – Szabadkai út – Szegedi Olimpiai Központ vá. | Szegedi Olimpiai Központ vá. – Szabadkai út – Petőfi Sándor sugárút – Dugonics tér – Tisza Lajos körút – Bartók tér – Mars tér – Párizsi körút – Berlini körút – Brüsszeli körút – Római körút – Szilléri sugárút – Csillag tér – Budapesti körút – Tarján, Víztorony tér vá. |

## Megállóhelyei
Az átszállási kapcsolatoknál a 2018. május 18–20. közötti állapot van feltüntetve!
| 0  | Tarján, Víztorony tér végállomás    | 25 | 10, 19 77, 77A, 84, 90, 90F, 90H                                                                                              |
| 1  | Csillag tér (Budapesti körút)       | 24 | 9, 10, 19 20, 21, 24, 77, 77A, 84, 90, 90F, 90H                                                                               |
| 2  | Fecske utca                         | 23 | 10 77, 77A, 84, 90 |
| 4  | Szilléri sugárút (Római körút)      | 22 | 10 73, 73Y, 77, 77A, 84 |
| 5  | Sándor utca (↓) Gál utca (↑)        | 20 | 3, 3F, 4 10 20, 24, 73, 73Y, 77, 77A, 77Y                                                                                     |
| 7  | Berlini körút                       | 19 | 5, 8, 9, 10, 19 21, 73, 73Y, 77, 77A, 77Y                                                                                     |
| 8  | Hétvezér utca                       | 18 | 5, 9, 19 21, 73, 73Y, 77, 77A, 77Y                                                                                            |
| 10 | Mars tér (autóbusz-állomás)         | 16 | 5, 7, 7A, 9, 19 7F, 21, 60, 60Y, 64, 67, 67Y, 70, 71, 71A, 72, 72A, 73, 73Y, 74, 75, 76, 76Y, 77, 77A, 77Y, 78, 78A, 79H 1100 |
| 12 | Bartók tér                          | ∫  | 5, 7, 7A, 9, 19 60, 60Y, 67, 67Y, 70, 71, 71A, 72, 72A, 74, 76, 76Y                                                           |
| ∫  | Centrum Áruház (Mikszáth utca)      | 15 | 3, 3F, 4 5, 7, 7A, 8, 9, 10, 19 20, 60, 60Y, 67, 67Y, 70, 71, 71A, 72, 72A, 74, 76, 76Y                                       |
| 14 | Dugonics tér (Tisza Lajos körút)    | 13 | 3, 3F, 4 8, 10 20, 32, 36, 74, 76                                                                                             |
| ∫  | Földváry utca                       | 11 | 76Y |
| 16 | Moszkvai körút                      | 10 | 4 76Y |
| 17 | Rákóczi utca (Vám tér)              | 9  | 4 76Y, 90 |
| 18 | Szabadkai út                        | ∫  | 4 76Y |
| 19 | Szalámigyár                         | 7  | 4 76, 76Y |
| 21 | Kecskés telep, Gera Sándor utca     | 5  | 76, 76Y |
| 22 | Kecskés telep, Bódi Vera utca       | 4  | 76, 76Y |
| 26 | Szegedi Olimpiai Központ végállomás | 0  | |